# شون دي بي
شون دي بي (بالهولندية: Sean De Bie )‏ (و. عام 1991م)، cyclo-cross cyclist ‏، ودراج بلجيكي، مركز لعبه هو سباق الدراجات الكلاسيكية ‏، وعداء دراجات ‏.

## سجل الفوز

### سباقات أو مراحل فاز بها
| التاريخ        | السباق                                              | المركز                  |
| -------------- | --------------------------------------------------- | ----------------------- |
| 01 يناير 2013  | هيستسي بيجل 2013                                    |                         |
| 10 أبريل 2013  | Côte picarde 2013                                   |                         |
| 21 يوليو 2013  | 2013 European Road Cycling Championships Men U23 RR | الفائز في التصنيف العام |
| 17 مايو 2014   | 2014 Trofee Maarten Wynants                         |                         |
| 10 أغسطس 2014  | طواف الدنمارك 2014                                  | السادس في التصنيف العام |
| 03 مايو 2015   | طواف تركيا 2015                                     | التاسع في تصنيف الجبال  |
| 26 أغسطس 2015  | دريفينكويرز أوفيريجز 2015                           |                         |
| 19 سبتمبر 2015 | جي بي إيبانيس-فان بيتيجم 2015                       | الفائز في التصنيف العام |
| 06 مارس 2016   | ثلاثة أيام فلاندرز الغربية 2016                     | الفائز في التصنيف العام |
| 19 يونيو 2016  | ستير زي إل إم تور 2016                              |                         |
| 21 أغسطس 2016  | غروت بريجس جيف شيرنز 2016                           | السادس في التصنيف العام |

## روابط خارجية
- شون دي بي على موقع الاتحاد الدولي للدراجات (الإنجليزية)
- شون دي بي على موقع أرشيف الدراجات (الإنجليزية)
- شون دي بي على موقع إحصائيات الدراجات الإحترافية (الإنجليزية)
- شون دي بي على موقع نسبة الدراجات (الإنجليزية)
- شون دي بي على موقع CycleBase (الإنجليزية)